# Mont de Rome-Château
De Mont Rome, ofwel Mont de Rome-Château, is een berg in het noorden van de Saône-et-Loire, Frankrijk. De Mont Rome kijkt uit op de Mont de Rème. Deze namen verwijzen naar de mythische stichters van de stad Rome, Romulus en Remus.
De Mont de Rome-Château ligt 5,6 km ten zuidoosten van de gemeente Nolay en ligt 546 meter boven de zeespiegel. Op de bergtop staan televisiemasten. Van 1807 tot 1853 was hier een telegraaflijn gespannen die Parijs, Lyon en Milaan met elkaar verbond. Deze lijn werd gebouwd door Claude Chappe.
Vanaf de bergtop is er uitzicht op de natuurgebied Autunois. Ook bergbeklimmers komen er aan hun trekken.